# Dougie Freedman
Dougie Freedmann (ur. 25 maja 1974 w Glasgow) – szkocki piłkarz występujący na pozycji napastnika.
Karierę piłkarską rozpoczął w małym londyńskim klubie Barnet, z którego pierwszy raz trafił do Crystal Palace, w którym spędził dwa sezony. W późniejszych latach reprezentował barwy Wolverhampton Wanderers oraz Nottingham Forest by w 2000 roku powrócić do Crystal Palace, gdzie grał aż do 2008 roku. Przed zakończeniem kariery zaliczył jeszcze epizod w Leeds United oraz sezon w barwach Southend United. Największe sukcesy osiągał w ekipie Crystal Palace dla której łącznie wystąpił w 330 meczach zdobywając 95 bramek. Przez kibiców tego klubu uważany jest za jedną z największych legend. Głównie za sprawą bramki strzelonej w ostatniej minucie, ostatniego spotkania sezonu 2000/01 przeciwko Stockport County dającej drużynie utrzymanie w Football League Championship. W 2002 roku został wybrany piłkarzem roku Crystal Palace.
Samodzielną karierę trenerską rozpoczął 1 stycznia 2011 roku zostając tymczasowym managerem Crystal Palace zastępując zwolnionego po porażce 0-3 z Millwall F.C. George’a Burleya. W swoim debiucie jego drużyna pokonała bezpośredniego rywala w walce o utrzymanie, ekipę Preston North End 1-0. 11 stycznia Freedman został mianowany oficjalnie managerem drużyny podpisując 2,5 letnią umowę.
Od 23 października 2012 roku był managerem drużyny Bolton Wanderers. Został zwolniony w październiku 2014 roku.